# Novembre 1827

## Événements
- 5 novembre, France : Villèle, attaqué par les libéraux, fait dissoudre la Chambre des députés.

- 15 novembre, États-Unis : nouvel accord territorial avec les Creeks, qui cèdent le reste de leurs terres du sud-est des États-Unis et de Géorgie.

- 17 novembre, élections législatives françaises de 1827 : la droite et la gauche s’unissent pour barrer la route aux ultras : 170 députés ministériels contre 180 libéraux et 75 opposants de droite (la Chambre des Députés comporte encore 53 % de nobles). La progression des libéraux contraint Villèle à démissionner.

## Naissances
- 9 novembre : Charles Wolf (mort en 1918), astronome français.
- 26 novembre : Ellen White, cofondatrice de l'Église adventiste du septième jour († 16 juillet 1915).
- 30 novembre
  - George Jackson Mivart (mort en 1900), biologiste britannique.
  - Henri Ernest Baillon (mort en 1895), botaniste et médecin français.